# Ploïdie

Haploïde, diploïde en hexaploïde

Haploïde en diploïde organisatie van chromosomen

Ploïdie is het aantal sets chromosomen in een eukaryotisch organisme. De cel bevat in de celkern de chromosomen met het DNA. Van elk chromosoom bevinden zich in de celkern vaak twee of meer kopieën, de homologe chromosomen. Het aantal sets dat in de cel aanwezig is, is de ploïdie(graad). Is dat aantal groter dan twee, dan is er sprake van polyploïdie.
Iedere soort of ondersoort heeft een kenmerkend aantal unieke chromosomen in de cel. Voor de mens zijn dit er 23. Dit aantal unieke chromosomen is het grondtal (Engels: base number), aangeduid als x. Deze set van x-chromosomen, het genoom, kan enkelvoudig voorkomen, verdubbeld zijn of in meer dan twee kopieën voorkomen. Het aantal van deze sets, de ploïdiegraad, is kenmerkend voor een (onder)soort, maar hangt van meer factoren af:
- de groep waartoe het organisme behoort (dieren, hogere planten, mossen, schimmels, et cetera)
- het soort cel (geslachtscel, gewone lichaamscel, endospermcel)
- bij organismen met een generatiewisseling: de cytologische kernfase: haplofase of diplofase
- bij sommige organismen: de sekse

Bij het benoemen van de ploïdie van een taxon moet het dus duidelijk zijn hoe die precies bepaald is.

## Geslachtscellen zijn haploïd
Een belangrijk ploïdieverschil binnen een organisme hangt samen met de vorming van geslachtscellen of gameten.
Bij de seksuele voortplanting versmelten beide gameten tot een zygote. Het genetisch materiaal van beide oudercellen wordt daarbij samengevoegd. Het aantal chromosomen zou elke generatie verdubbelen als niet het aantal sets chromosomen bij de vorming van de geslachtscellen werd gehalveerd. Dit gebeurt in de meiose of reductiedeling.
Geslachtscellen danken hun vermogen tot kernversmelting dus aan het feit dat ze maar de helft van het aantal chromosoomsets bevatten. Dit is haploïde en wordt aangeduid als n. Voor veel organismen betekent dit dat de haploïde cel slechts één set chromosomen bevat (n = x), maar dat hoeft niet zo te zijn. Voor bijvoorbeeld organismen met 6 sets chromosomen (2n = 6x) geldt dat de haploïde toestand 3 sets chromosomen bevat (n = 3x). Om verwarring te vermijden kan de situatie met slechts één set chromosomen ook aangeduid worden als monoploïd.

## Diploïde
De lichaamscellen van zoogdieren zijn in de regel diploïd omdat ze twee sets chromosomen bevatten, die door een bevruchting afkomstig zijn van de twee haploïde geslachtscellen van de ouders. Het haploïde aantal chromosomen is hier gelijk aan het monoploïde aantal. Omdat het diploïde aantal tweemaal zo groot is als het haploïde aantal wordt het aangeduid als 2n (bij de mens: 2n = 46). Hier ligt verwarring op de loer omdat in dit eenvoudige geval geldt dat 2n = 2x, maar is lang niet altijd zo. De aanduiding 2n moet gelezen worden als tweemaal het haploïde aantal en niet als diploïd (tweemaal het monoploïde aantal).
Let op dat somatische cel bij definitie een niet-haploïde cel is. Niet altijd is dit het meest voorkomende celtype. Wanneer verwarring mogelijk is, is het eenduidiger te spreken van zygotische cel.

## Kernfasewisseling
Kernfasewisseling is het aspect van de levenscyclus dat betrekking heeft op de ploïdie: de afwisseling van kernfasen (haploïd of diploïd). Het begrip wordt vooral gebruikt in de plantkunde in de oude, zeer ruime omgrenzing bij algen, schimmels en planten.
Bij de versmelting van twee haploïde gameten (plasmogamie) en hun celkernen (karyogamie) waarbij de diploïde zygote wordt gevormd, wordt het aantal chromosomen in de nieuwe kern het dubbele aantal wordt van dat van de gameten.
Bij zich geslachtelijk voortplantende organismen is er een grote variatie in levenscycli, met een afwisseling van een haplofase (haploïde fase) met een diplofase (diploïde fase). Deze fasen kunnen verdeeld zijn over één, twee of drie generaties die elkaar afwisselen.
Bij een monogenetische cyclus is er is slechts één generatie. Daarbij zijn er twee typen te onderscheiden. De haplont heeft een haplofasische cyclus: de enige generatie is haploïde, alleen de zygote is diploïde en ondergaat met zygotische meiose. De diplont daarentegen heeft diplofasische cyclus: de enige generatie is diploïde en heeft een gametische meiose met vorming van de haploïde gameten. Dieren hebben levenscyclus die vergelijkbaar is met de diplonten: ze zijn diploïde en alleen de voortplantingscellen (eicel en zaadcel) zij haploïde.
Bij de digenetische cyclus is er een afwisseling van een haploïde en een diploïde generatie (generatiewisseling). Het zijn diplohaplonten: diplohaplofasische cyclus met sporische = intermediaire meiose met vorming van meio-sporen. Mossen, levermossen, hauwmossen hebben een digenetische cyclus, maar de haploïde generatie is dominant. De overige planten, en vooral de zaadplanten, hebben ook een digenetische cyclus, maar de diploïde generatie (de sporofyt) is dominant en de haploïde generatie is vaak moeilijk herkenbaar. Varens nemen enigszins een tussenpositie in: de diploïde generatie is dominant, maar de haploïde generatie is vaak wel goed herkenbaar als voorkiem.
Bij de trigenetische cyclus zijn er een haploïde en twee diploïde generaties te onderscheiden (generatiewisseling). Het zijn diplohaplonten. Hiertoe behoren enkele groepen roodwieren en de basidiomyceten (waartoe veel paddenstoelen behoren).

## Hogere ploïdiegraden
Als er meer dan twee sets chromosomen aanwezig is, spreek men van polyploïdie. Doordat polyploïden een groter aantal genomen bezitten beschikken ze over meer genetische variatie kunnen zich dientengevolge vaak aan meer milieuomstandigheden aanpassen dan hun diploïde voorouders. Polyploïdie speelt een belangrijke rol in de evolutie en de taxonomie.

## Ploïdieverschillen tegenover generatiewisseling
Bij planten, veel algen en micro-organismen komt kernfasewisseling voor: een afwisseling van haplofase (haploïde) en diplofase (zygotische generatie). Beide generaties kunnen zeer verschillend van bouw en vorm zijn (zie bijvoorbeeld de voorkiem van varens) en niet zelden leeft een van beide generaties maar zeer kort (de pollenbuis bij bloemplanten groeit uit tot slechts enkele cellen en sterft binnen uren).
Het verschilt per groep waartoe het organisme behoort of de gametofyt (haploïde generatie) of de sporofyt (zygotische generatie) dominant is (d.w.z. het langst levend, het grootst, het opvallendst voor de mens). Bij bijvoorbeeld de varens is de gametofyt zeer klein, vliezig en onopvallend. Bij mossen is wat we als eerste waarnemen juist de gametofyt en is de sporofyt niet meer dan een kapselsteel (seta) dat een sporenkapsel draagt.

## Bepalen van de ploïdie
Het aantal chromosomen (het grondtal) kan onder een lichtmicroscoop bepaald worden. Sinds enige jaren kan ook het gewicht van het DNA in de celkern bepaald worden, waaruit het aantal chromosomen kan worden afgeleid.
Het gedrag van de chromosomen in de anafase van de meiose geeft aanwijzingen over de ploïdie: de homologe chromosomen rangschikken zich in paren in het equatorvlak alvorens ze over beide dochtercellen verdeeld worden. Zijn er in plaats van paren groepen van drie (triades) of vier (tetrades), dan is er sprake van een triploïde respectievelijk tetraploïde. Echter, als de chromosoomsets niet van dezelfde soort afkomstig zijn, dan vindt deze hogere groepering niet plaats.
Een juiste interpretatie van het grondtal is alleen mogelijk met kennis van de verwante soorten in het geslacht.